# Ілона Главачкова
Ілона Главачкова (чеськ. Ilona Hlaváčková, 15 березня 1977) — чеська плавчиня.
Учасниця Олімпійських Ігор 2000, 2004 років.
Призерка Чемпіонату світу з водних видів спорту 2003 року.
Призерка Чемпіонату світу з плавання на короткій воді 2002 року.
Чемпіонка Європи з водних видів спорту 2004 року, призерка 2000 року.
Чемпіонка Європи з плавання на короткій воді 2000, 2001, 2003 років, призерка 2002, 2004 років.
Переможниця літньої Універсіади 2001, 2003 років, призерка 1999 року.